# Food Corporation of India
Food Corporation of India est une organisation publique indienne chargée de soutenir les prix agricoles, maintenir des stocks agricoles et redistribuer des matières premières aux plus pauvres aux travers du Public Distribution System. Elle est créée en 1964 à Thanjavur. Son siège est situé à Delhi.

## Voir également
- Révolution verte en Inde